# Black Mountain Tower
Black Mountain Tower, známá také jako Telstra Tower, případně Telecom Tower, je 195,2 metrů vysoká televizní věž stojící na vrchu Black Mountain u hlavního města Austrálie, Canberry. Je v ní otáčející se restaurace Alto.

## Historie
Historie věže sahá až do roku 1970. V tomto roce společnost Telecom Australia požádala Ministerstvo bydlení a stavebnictví o možnost výstavby televizní věže na vrchu Black Mountain. Žádost byla schválena a věž vznikla podle projektu William H. Wilsona. Stavba věže stála 16 milionů australských dolarů.
Nakonec věž byla dokončena v roce 1980 a otevřena tehdejším premiérem Malcolmem Fraserem tentýž rok 15. května.

## Vyhlídky
Věž má několik vyhlídek, avšak níže položených než některé jiné věže Austrálie, jako např. Sydney Tower, ale zato jich má více:
- nejvyšší - 80,8 m
- 74,6 m
- 66,1 m - vnější
- 62 m - vnější
- 58,5 m - observatoř
- 54 m - otáčející se restaurace Alto
- 42,7 m
- 30,5 m

Vyhlídky ročně navštíví 430 tisíc lidí. Díky vyhlídkám se věž stala členem World Federation of Great Towers.